# Liste der Kulturdenkmale in Klostergasse (Meißen)
In der Liste der Kulturdenkmale in Klostergasse sind die Kulturdenkmale der im Norden der Stadt Meißen am linken Ufer der Elbe gelegenen Gemarkung Klostergasse verzeichnet, die bis Februar 2021 vom Landesamt für Denkmalpflege Sachsen erfasst wurden (ohne archäologische Kulturdenkmale). Die Anmerkungen sind zu beachten.
Diese Aufzählung ist eine Teilmenge der Liste der Kulturdenkmale in Meißen.

## Liste der Kulturdenkmale in Klostergasse
| Bild           | Bezeichnung | Lage                                 | Datierung                                            | Beschreibung | ID       |
| -------------- | --- | ------------------------------------ | ---------------------------------------------------- | --- | -------- |
| Weitere Bilder | Wohnhaus in offener Bebauung | Drosselgrund 11 (Karte)              | Um 1870                                              | Baugeschichtlich von Bedeutung, vorgründerzeitliches Haus (sogenanntes Dreigaupenhaus)                                                                                                  | 09265768 |
| Weitere Bilder | Mietshaus in offener Bebauung | Leipziger Straße 49 (Karte)          | 2. Hälfte 19. Jahrhundert                            | Städtebaulich und baugeschichtlich von Bedeutung, ein Gründerzeithaus | 09265644 |
|                | Ehemaliges Weingut Friedenshain mit Herrenhaus und straßenbegleitendem Wirtschaftsgebäude (Nr. 54) sowie Nebengebäuden (Nr. 57 und Nr. 64a) | Leipziger Straße 54, 57, 64a (Karte) | Um 1800 (Weinbau / Herrenhaus); um 1910 (Nummer 64a) | Künstlerisch, kunsthistorisch, städtebaulich und baugeschichtlich von Bedeutung, das Haupthaus / Herrenhaus ein repräsentativer Barockbau unmittelbar am Berghang                       | 09265645 |
|                | Mietshaus in offener Bebauung | Leipziger Straße 59 (Karte)          | Ende 19. Jahrhundert                                 | Städtebaulich und baugeschichtlich von Bedeutung, ein Gründerzeithaus mit schöner Eingangstür                                                                                           | 09301149 |
| Weitere Bilder | Doppelmietshaus in offener Bebauung | Leipziger Straße 60, 61 (Karte)      | 1. Hälfte 19. Jahrhundert                            | Sozial- und baugeschichtlich von Bedeutung, Zeugnis bäuerlicher Lebensweise vergangener Zeiten (verputzter Fachwerkbau), ortsbildprägende Lage gegenüber der Klosterruine zum Hl. Kreuz | 09265809 |
| Weitere Bilder | Mietshaus in offener Bebauung | Meisastraße 3 (Karte)                | Um 1870                                              | Städtebaulich und baugeschichtlich von Bedeutung, ein Gründerzeithaus, straßenbildprägende Eckausbildung mit Turm und Balkonen                                                          | 09301150 |

## Tabellenlegende
- Bild: Bild des Kulturdenkmals, ggf. zusätzlich mit einem Link zu weiteren Fotos des Kulturdenkmals im Medienarchiv Wikimedia Commons. Wenn man auf das Kamerasymbol klickt, können Fotos zu Kulturdenkmalen aus dieser Liste hochgeladen werden:
- Bezeichnung: Denkmalgeschützte Objekte und ggf. Bauwerksname des Kulturdenkmals
- Lage: Straßenname und Hausnummer oder Flurstücknummer des Kulturdenkmals. Die Grundsortierung der Liste erfolgt nach dieser Adresse. Der Link (Karte) führt zu verschiedenen Kartendiensten mit der Position des Kulturdenkmals. Fehlt dieser Link, wurden die Koordinaten noch nicht eingetragen. Sind diese bekannt, können sie über ein Tool mit einer Kartenansicht einfach nachgetragen werden. In dieser Kartenansicht sind Kulturdenkmale ohne Koordinaten mit einem roten bzw. orangen Marker dargestellt und können durch Verschieben auf die richtige Position in der Karte mit Koordinaten versehen werden. Kulturdenkmale ohne Bild sind an einem blauen bzw. roten Marker erkennbar.
- Datierung: Baubeginn, Fertigstellung, Datum der Erstnennung oder grobe zeitliche Einordnung entsprechend des Eintrags in der sächsischen Denkmaldatenbank
- Beschreibung: Kurzcharakteristik des Kulturdenkmals entsprechend des Eintrags in der sächsischen Denkmaldatenbank, ggf. ergänzt durch die dort nur selten veröffentlichten Erfassungstexte oder zusätzliche Informationen
- ID: Vom Landesamt für Denkmalpflege Sachsen vergebene, das Kulturdenkmal eindeutig identifizierende Objekt-Nummer. Der Link führt zum PDF-Denkmaldokument des Landesamtes für Denkmalpflege Sachsen. Bei ehemaligen Kulturdenkmalen können die Objektnummern unbekannt sein und deshalb fehlen bzw. die Links von aus der Datenbank entfernten Objektnummern ins Leere führen. Ein ggf. vorhandenes Icon  führt zu den Angaben des Kulturdenkmals bei Wikidata.